# Guns N’ Roses
Guns N’ Roses – amerykański zespół hard rockowy założony w 1985 w Los Angeles. W klasyczny skład formacji weszli: Axl Rose (śpiew), Slash (gitara prowadząca), Izzy Stradlin (gitara rytmiczna), Duff McKagan (gitara basowa) i Steven Adler (perkusja). Zespół wydał sześć albumów studyjnych sprzedanych w ponad 100 mln egzemplarzy na całym świecie, w tym 45 mln w Stanach Zjednoczonych.
Zespół w 1986 podpisał kontrakt muzyczny z wytwórnią Geffen Records, pod której szyldem wydał debiutancki album pt. Appetite for Destruction (1987). Rok po premierze płyta zajęła pierwsze miejsce na liście Billboard 200, a promujący ją przebój „Sweet Child O’ Mine” dotarł do pierwszego miejsca w rankingu Billboard Hot 100. Album sprzedał się w nakładzie 28 mln egzemplarzy na całym świecie, w tym 18 mln tylko w USA, ustanawiając go najlepiej sprzedającym się debiutanckim albumem wszech czasów.
W 1988 zespół wydał drugi album pt. G N’ R Lies, zawierający osiem piosenek, w tym m.in. „Patience”, „Used to Love Her” i „One in a Million” oraz utwory z minialbumu pt. Live ?!*@ Like a Suicide (1986). W 1991 zespół wydał podwójny album: Use Your Illusion I i Use Your Illusion II, który zadebiutował odpowiednio na drugim i pierwszym miejscu listy Billboard 200 i został łącznie sprzedany w liczbie 35 mln egzemplarzy na świecie, w tym 14 mln tylko w USA. W 1993 premierę miał album pt. The Spaghetti Incident? (1993), zawierający covery piosenek innych punk rockowych i glam rockowych zespołów. Było to ostatnie wydawnictwo nagrane i wydane przez Guns N’ Roses w dotychczasowym składzie.
Wytwórnia Geffen Records w 2004 wydała kompilację największych przebojów Guns N’ Roses pt. Greatest Hits, która uzyskała certyfikat potrójnej platynowej płyty za wysoką sprzedaż w USA. W 2008, po wielu wewnętrznych zmianach i 14 latach tworzenia, zespół wydał album pt. Chinese Democracy, który zadebiutował na trzecim miejscu na liście Billboard 200.
Klasyczny skład Guns N’ Roses oraz późniejsi członkowie zespołu, czyli Dizzy Reed i Matt Sorum, w 2012 zostali włączeni do Rock and Roll Hall of Fame. W 2016 do składu grupy wrócili Slash i McKagan.

## Historia

### 1985–1986: Formowanie zespołu
W 1984 Tracii Guns (założyciel grupy L.A. Guns) mieszkał wspólnie z Izzym Stradlinem, grającym wówczas w zespole Hollywood Rose. Gdy L.A. Guns potrzebował nowego wokalisty, Stradlin zaproponował swojego kolegę z Hollywood Rose, Axla Rose’a. W marcu 1985 powstał nowy zespół o nazwie Guns N’ Roses, w którego skład weszli: wokalista Axl Rose, Izzy Stradlin, grający na gitarze rytmicznej, oraz członkowie L.A. Guns: gitarzysta Tracii Guns, basista Ole Beich, perkusista Rob Gardner. Nazwa zespołu jest połączeniem nazw dwóch poprzednich zespołów muzyków. Pierwszy koncert zagrali 26 marca 1985 w klubie Troubadour, na który sprzedano jedynie dwa bilety. Po dwóch lub trzech koncertach Beich odszedł z zespołu, a jego miejsce zajął Duff McKagan, który odpowiedział na ogłoszenie grupy umieszczone w lokalnej gazecie muzycznej „Music Connection”. Tracii Guns odszedł z zespołu po sprzeczce z Rose’em, a jego miejsce zajął Slash, który wcześniej grał z Rose’em i Stradlinem w Hollywood Rose. Wkrótce z gry w zespole zrezygnował również Gardner, a nowym perkusistą został Steven Adler, również były członek Hollywood Rose , którego Slash i McKagan z kolei znali z zespołu Road Crew . W tym okresie muzycy rozważali zmianę nazwy grupy na Heads of Amazon i AIDS, jednak ostatecznie pozostali przy Guns N’ Roses. W czerwcu 1985, cztery dni po tym, jak zakończyli zmiany w składzie, udali się w krótką, odznaczającą się całkowitym brakiem organizacji trasę koncertową po Zachodnim Wybrzeżu, od Sacramento po Seattle, rodzinne miasto McKagana. Pomimo licznych trudności „Piekielna trasa”, jak ją później ochrzczono, scementowała pierwszy stabilny skład zespołu, co McKagan skomentował następująco: Ta wycieczka ustanowiła dla nas nową poprzeczkę – do czego byliśmy zdolni, na co mogliśmy się zdobyć, aby osiągnąć nasze cele jako zespół . Na ich koncertach często dochodziło do aktów przemocy między rozemocjonowanymi widzami.
W początkowym okresie działalności grali na koncertach własne piosenki, m.in. numery (m.in. „Welcome to the Jungle”, „Paradise City” i „Anything Goes” z czasów Hollywood Rose, a także „Don’t Cry” czy „Back Off Bitch”) oraz covery utworów, takich jak np. „Mama Kin” Aerosmith, „Heartbreak Hotel” Elvisa Presleya, „Jumping Jack Flash” The Rolling Stones czy „Nice Boys Don’t Play Rock’n’Roll” Rose Tattoo. Pisali też nowe piosenki (np. „It’s So Easy”, „Nightrain” czy „You’re Crazy”), a materiał zarejestrowani na demo w studiu Blacka Randy’ego. Regularnie występowali w klubie Troubadour, poza tym grali m.in. lokalach: Stardust Ballroom, Roxy, Whisky A Go-Go, The Water Club, Scream i The Radio City. W miarę wzrostu aktywności na scenie Hollywoodu zainteresowały się nimi ogólnokrajowe media (m.in. redakcja magazynu „Los Angeles Times”, która na początku 1986 okrzyknęła ich jednym z dobrze zapowiadających się lokalnych zespołów) i duże wytwórnie płytowe. Odrzucili oferty firmy Chrysalis Records, która oferowała im 750 tys. dol. zaliczki w zamian za przyszłe tantiemy, a w marcu 1986 podpisali kontrakt z Geffen Records, uzyskując z góry kwotę 75 tys. dolarów. Niedługo później Vicky Hamilton, ich ówczesna agentka i organizatorka koncertów, pozwała ich do sądu, domagając się spłaty 1 mln dol., które wydała podczas współpracy z zespołem; strony zawarły ugodę, a muzycy wraz z wytwórnią wypłaciły menedżerce 30 tys. dol. W sierpniu podpisali umowę z firmą menedżerską Stravinsky Brothers Alana Nivena i zaczęli pracować nad debiutancką płytą w nowo wynajętym przez nich bungalowie nieopodal Santa Monica Boulevard przy Griffith Park. 24 grudnia 1986 wydali w nakładzie 10 tys. egzemplarzy koncertowy minialbum pt. Live ?!*@ Like a Suicide, który miał podtrzymać zainteresowanie fanów na czas pracy w studiu nagraniowym. Wydawnictwo zawierało covery „Nice Boys” grupy Rose Tattoo i „Mama Kin” Aerosmith oraz dwie własne kompozycje: punkową „Reckless Life” i inspirowaną klasycznym rockiem „Move to the City”. Choć podano, że utwory były zarejestrowane na żywo, w rzeczywistości wszystkie cztery pochodziły z taśm demo zespołu, zmiksowanych z hałasem tłumu. Album zyskał uznanie krytyków w USA i Wielkiej Brytanii.

### 1987–1989: Wzrost popularności

#### Appetite for Destruction
W grudniu 1986 muzycy zakończyli nagrania debiutanckiej płyty w Rumbo Studios w Canoga Park na przedmieściach Los Angeles, gdzie jako producent pracował z nimi Mike Clink. W czerwcu zagrali trzy koncerty w Anglii (w tym w klubie Marquee przy Wardour Street) oraz wydali na brytyjskim rynku singla z piosenkami „It’s So Easy” i „Mr. Brownstone”, a 31 lipca 1987 wydali album studyjny pt. Appetite for Destruction. Początkowy projekt okładki autorstwa Roberta Williamsa, przedstawiający surrealistyczną scenę z potworem atakującym robota-gwałciciela, został uznany za zbyt kontrowersyjny, a wiele amerykańskich sieci handlowych odmówiło ekspozycji, a nawet sprzedaży płyty. Zespół uważał, że odrzucona okładka była „symboliczna, z robotem reprezentującym przemysł, który dokonuje gwałtu na naszym środowisku, zanieczyszczając je”. Nową okładkę zaprojektował Andy Engell, opierając się na dziele tatuażysty Billa White’a, który rok wcześniej wykonał tatuaż dla Axla Rose’a – okładka przedstawiała czaszki pięciu członków zespołu ułożone na krzyżu. Album zyskał mieszane recenzje wśród krytyków. W Stanach Zjednoczonych pierwszym singlem promującym album był „Welcome to the Jungle”, do którego ukazał się teledysk. Choć tekst utworu opowiada o Los Angeles, teledysk kręcony był w Nowym Jorku. Inspiracją do tekstu piosenki było również zdarzenie z Nowego Jorku – Rose z przyjacielem wysiadali z autobusu, gdy bezdomny człowiek miał krzyknąć do nich, że przybyli do dżungli i zaraz zginą.
Zespół promował pierwszy album podczas trwającej 16 miesięcy trasy koncertowej pod hasłem Appetite for Destruction Tour, którą rozpoczęli w sierpniu 1987 sześciotygodniowymi występami w Stanach Zjednoczonych. Niektóre koncerty grali jako support m.in. zespołów The Cult i Mötley Crüe. Wystąpili również w Europie – zagrali w Hamburgu i Amsterdamie oraz w kilku miastach Wielkiej Brytanii (m.in. w Nottingham, Manchesterze i Londynie). W trakcie trasy po raz pierwszy wystąpili na scenie MTV, goszcząc w październiku 1987 w programie Headbanger’s Ball. Podczas trasy Steven Adler złamał rękę w bójce i przez osiem koncertów zastępował go Fred Coury z grupy Cinderella. Przez prawie cały pierwszy rok po wydaniu zarówno singel „Welcome to the Jungle”, jak i album osiągał umiarkowane sukcesy (do drugiej połowy 1987 rozszedł się w nakładzie 200 tys. egzemplarzy), dopóki David Geffen nie został poproszony o wsparcie zespołu. Producent muzyczny osobiście przekonał Toma Frestona, dyrektora naczelnego MTV, do nadawania „Welcome to the Jungle”. Choć teledysk wyemitowano tylko raz, w niedzielę o godz. 3:00 (czasu nowojorskiego), fani rocka i heavy metalu natychmiast go zauważyli i zaczęli domagać się częstszej obecności utworu na ekranie. Dzięki emisji teledysku w MTV sprzedaż albumu znacznie wzrosła – w krótkim czasie osiągnęła wynik 500 tys. sprzedanych kopii, co zapewniło zespołowi pierwszą w karierze złotą płytę, za to w kwietniu 1988 odnotowano sprzedaż 1 mln egzemplarzy krążka, dzięki czemu grupa uzyskała platynową płytę; z kolei przez półtora roku od premiery rozszedł w 9 mln kopii w USA, przynosząc wytwórni Geffen Records ok. 13 mln dol. brutto zysku. Numer „Welcome to the Jungle” został wykorzystany w Puli śmierci (1988), filmie z cyklu o Brudnym Harrym, w którym zespół wystąpił w scenie cameo. Również w 1988 za utwór „Welcome to the Jungle” odebrali MTV Video Music Award dla wschodzącej gwiazdy.
Jeszcze w trakcie trasy, jako drugi singel w Stanach Zjednoczonych wydano „Sweet Child O’ Mine”, balladę rockową, napisaną przez Rose’a dla swojej ówczesnej sympatii, Erin Everly. Singel zaczął często pojawiać się w radiu i w MTV, stając się przebojem lata 1988 i osiągając szczyt listy przebojów w USA, na którym pozostał przez dwa tygodnie. Slash wspominał później: Nienawidziłem tego kawałka z całego serca przez dłuższy czas, a okazał się naszym największym hitem, co pokazuje, że najwyraźniej się na tym nie znam. „Sweet Child O’ Mine” był jednym z utworów na wydanym w Japonii minialbumie, zatytułowanym po prostu Guns N’ Roses, na który trafiły również nagrania na żywo z występów w londyńskim Marquee Club z 1987. Utwór osiągnął też największy w historii zespołu sukces na listach przebojów, będąc jedynym z repertuaru Guns N’ Roses, który zajął pierwsze miejsce na Hot 100.
W związku z aresztowaniem Slasha i Duffa McKagana za udział w bójce zespół musiał częściowo zawiesić trasę. McKagan dodatkowo opuścił kilka występów w maju 1988, tym razem z powodu ślubu (na gitarze basowej grał za niego Kid Chaos z The Cult), a na rozdaniu American Music Awards w 1989 Don Henley z The Eagles zagrał na perkusji w zastępstwie Adlera, który był wówczas na terapii uzależnień. Zespół koncertował później także w Stanach Zjednoczonych, Australii i Japonii, z czego w USA otwierał występy zespołów Iron Maiden i Aerosmith, a także wystąpił m.in. na festiwalu Monsters of Rock w Castle Donington przed 50-tysięczną publicznością. Tim Collins, ówczesny menedżer Aerosmith, wspominał: Pod koniec trasy Guns N’ Roses byli wielcy. Po prostu eksplodowali. Wszyscy byliśmy wkurzeni, że „Rolling Stone” pojawił się, by napisać o Aerosmith, a magazyn skończył z Guns N’ Roses na okładce. Nagle nasz support okazał się większy, niż my. Powodzenie „Sweet Child O’ Mine” sprawiło, że ponownie wydano singel „Welcome to the Jungle”, który tym razem dotarł do siódmego miejsca w USA. W tym samym czasie ukazał się również trzeci singiel z płyty,„Paradise City”, który zajął siódme miejsce w USA, podczas gdy album Appetite for Destruction dotarł na szczyt listy Billboard 200. Do 2008 sprzedano 30 mln egzemplarzy albumu na całym świecie, w tym 18 mln w USA, co czyni go najlepiej sprzedającym się debiutanckim albumem wszech czasów oraz 11. albumem-bestsellerem w tym kraju.
Koncerty Guns N’ Roses pod koniec lat 80. były głośne nie tylko z powodu muzyki, ale również atmosfery, która na nich panowała. Podczas występu w Atlancie w 1987 Rose zaatakował ochroniarza i został zatrzymany przez policję, a reszta zespołu kontynuowała koncert z zastępczym wokalistą. Podczas dwóch koncertów w stanie Nowy Jork w sierpniu 1988 niemal wybuchły zamieszki. W tym samym miesiącu podczas Monsters of Rock w Castle Donington dwóch fanów zostało zadeptanych na śmierć przez moszujący tłum. Tego rodzaju zdarzenia utrwaliły wizerunek Guns N’ Roses jako „najbardziej niebezpiecznego zespołu świata”.

#### G N’ R Lies
Jeszcze w trakcie trasy koncertowej nagrali minialbum pt. G N’ R Lies, który wydali w listopadzie 1988. Okładka płyty stanowiła parodię tabloidów, jednak i tym razem w obawie o wywołanie kontrowersji zdecydowano się usunąć z niej niektóre z fikcyjnych nagłówków. Album zawierał utwory z Live?!*@ Like a Suicide oraz cztery premierowe, akustyczne kompozycje – „One in a Million”, „Used to Love Her”, „Corn Chucker” oraz singiel „Patience”, który dotarł do czwartego miejsca na amerykańskiej liście przebojów. Sam album dotarł do drugiego miejsca na Billboard 200 i jeszcze przed końcem roku zapewnił zespołowi certyfikat platynowej płyty za wysoką sprzedaż w USA. Utwór „One in a Million” sprowokował oskarżenia zespołu o rasizm i homofobię. Rose zaprzeczył, jakoby słowa jego autorstwa były rasistowskie, wyjaśniając, że słowo „czarnuch” ma również inne znaczenia, później jednak przyznał, że w istocie chciał obrazić czarnoskórych ludzi, którzy mieli go kiedyś próbować obrabować. Odniósł się również do oskarżeń o homofobię, stwierdzając, że uważa się za „pro-heteroseksualnego” i miał „złe doświadczenia” związane z gejami, a także w wieku dwóch lat miał być molestowany seksualnie przez ojczyma.
We wrześniu 1989 odebrali statuetkę MTV Video Music Award za najlepszy heavymetalowy/hardrockowy teledysk” („Sweet Child O’ Mine”). W następnym miesiącu wystąpili gościnnie na kilku koncertach na stadionie Coliseum ramach w Los Angeles w ramach trasy koncertowej zespołu The Rolling Stones. W czasie pierwszego z czterech występów Rose oświadczył publiczności, że ten koncert będzie ostatnim, jeśli niektórzy z członków zespołu nie skończą ze swym uzależnieniem od heroiny.

### 1990–1993: Międzynarodowy sukces i tarcia w zespole

#### Use Your Illusion IiII
W styczniu 1990 zespół zdobył dwie nagrody American Music Award: dla ulubionego heavymetalowego/hardrockowego artysty i najlepszy heavymetalowy/hardrockowy album (Appetite for Destruction); Axl Rose i Duff McKagan wywołali skandal podczas odbierania statuetek, występując na scenie w stanie nietrzeźwości i przeklinając podczas podziękowań. W tym samym roku muzycy rozpoczęli w studiu pracę nad swoim kolejnym albumem – początkowo nagrywali w hollywoodzkim studiu One, a następnie przenieśli się do The Recont Plant. Steven Adler w tym okresie został wyrzucony z zespołu za nadużywanie narkotyków, jednak pozwolono mu wrócić dopiero po podpisaniu umowy, w której zobowiązał się do rzucenia nałogu. Jednocześnie nowym członkiem grupy został klawiszowiec Dizzy Reed. Pierwszy koncert w nowym składzie zagrali w kwietniu na festiwalu Farm Aid w Indianapolis, a występ był jednocześnie ostatnim koncertem Stevena Adlera w Guns N’ Roses. Podczas sesji nagraniowej piosenki „Civil War” perkusista nie był w stanie grać wystarczająco dobrze i z tego powodu zarejestrowanie utworu zajęło ponad 60 podejść, co sam muzyk usprawiedliwiał lekami, które zażywał w ramach walki z uzależnieniem. 11 lipca 1990 został oficjalnie wyrzucony z zespołu z uwagi na problem z uzależnieniem od heroiny. Po utracie pracy wytoczył grupie proces, chcąc odzyskać prawa do utworów, których był współautorem; w połowie 1993 doszło do ugody w sprawie pozwu Adlera przeciwko reszcie zespołu – były muzyk Guns N’ Roses otrzymał odszkodowanie w kwocie 2,3 mln dol. oraz 15% z tantiem za utwory, które zespół z nim nagrał. Na stanowisko nowego perkusisty rozważano Martina Chambersa z The Pretenders oraz Adama Maplesa z Sea Hags, ostatecznie jednak miejsce Adlera zajął Matt Sorum, który wcześniej występował w The Cult i znał się z Dizzym Reedem z grupy Johnny Crash. W opinii Slasha Sorum wówczas uratował zespół przed rozpadem. Gdy w jednym z wywiadów zapytano Stradlina, czy zmiana perkusisty oznacza, że Guns N’ Roses z zespołu rockandrollowego zamienia się w heavymetalowy, ten odrzekł: Tak, pod względem muzycznym to wielka różnica. Po raz pierwszy zrozumiałem, czym Steve był dla naszego zespołu, kiedy złamał rękę w Michigan. Chciał przebić pięścią ścianę i uszkodził sobie dłoń. Wezwaliśmy więc Freda Coury’ego z grupy Cinderella na koncert w Houston. Fred grał technicznie poprawnie, ale piosenki brzmiały okropnie. Napisane były pod Steve’a i jego wyczucie rytmu było tym czynnikiem, który dawał im duszę. Gdy odszedł, to było... niewiarygodne, dziwne. Po prostu nie działało. W maju 1991 zespół zwolnił swojego dotychczasowego menedżera, Alana Nivena, a jego miejsce zajął Doug Goldstein. Według magazynu „Rolling Stone”, tę decyzję, wbrew woli części innych członków, wymusił Rose, odmawiając dalszej pracy nad albumami.
W trakcie nagrań płyty zespół udostępnił swoją piosenkę „Civil War” na składance charytatywnej Nobody’s Child (1990; dochód ze sprzedaży przeznaczono na organizację Romanian Angel Appeal), poza tym nagrał nową wersję „Knockin’ on Heaven’s Door” na ścieżkę dźwiękową do filmu Szybki jak błyskawica (1990), a ich nowy utwór „You Could Be Mine” znalazł się na soundtracku filmu Terminator 2: Dzień sądu (1991). Gdy nagrali wystarczająco dużo materiału, tego samego dnia – 17 września 1991 – wydali dwa dwupłytowe albumy: Use Your Illusion I i Use Your Illusion II, które zadebiutowały odpowiednio na drugim i pierwszym miejscu listy magazynu Billboard, czego nie dokonał ani wcześniej, ani później (do 2004) żaden inny artysta. Pierwszy album sprzedał się w liczbie 685 tys. egzemplarzy, natomiast drugi – 770 tys. egzemplarzy w ciągu pierwszych tygodni obecności na rynku, a łączna sprzedaż obu albumów na świecie osiągnęła 35 mln kopii, w tym 14 mln w USA. Do utworów „Don’t Cry”, „November Rain” i „Estranged” muzycy zrealizowali teledysk, przy czym wideoklip do drugiej z piosenek kosztował 1,5 mln dol., a do trzeciej – 4 mln dol.. Ballada „November Rain” zajęła trzecie miejsce na liście przebojów w USA, stając się najczęściej emitowanym na życzenie teledyskiem w historii stacji MTV, a sam wideoklip zapewnił twórcom nagrodę za najlepsze zdjęcia oraz nominację do nagrody za reżyserię na gali MTV Video Music Awards w 1992.

#### Use Your Illusion Tour
W styczniu 1991 wystąpili z dwoma koncertami na festiwalu Rock in Rio. Jeszcze przed rozpoczęciem trasy koncertowej zespół podpisał umowę, na której mocy jedyne prawa do nazwy Guns N’ Roses ma Axl Rose. W maju 1991 rozpoczęli światową trasę koncertową Use Your Illusion Tour, która trwała 28 miesięcy i uważana jest za najdłuższą w historii rocka. Stała się znana ze względu na sukces komercyjny, ale także liczne kontrowersyjne incydenty, które miały miejsce w jej trakcie. W skład trasy weszły 192 występy w 27 krajach, obejrzane na żywo przez ponad 7 mln osób, co przyniosło 58 mln dol. przychodu ze sprzedaży samych biletów. Program trasy zawierał gitarowe solo Slasha, oparte na motywie z filmu Ojciec chrzestny, cover utworu „It’s Alright” grupy Black Sabbath oraz długą improwizację opartą na utworze „Move to the City” z udziałem różnych muzyków. Większość koncertów trasy w USA otwierał założony przez Briana Maya zespół The Brian May Band. Rose chciał, by wszystkie koncerty trasy były otwierane przez Nirvanę, ale spotkał się z odmową jej frontmana, Kurta Cobaina.
Media w przypadku części występów więcej uwagi poświęcały często incydentom: bójkom, opóźnieniom i tyradom Rose’a, niż samej muzyce. O ile wcześniejsze problemy z uzależnieniem od narkotyków i alkoholu w zespole wydawały się być pod kontrolą, to Rose’a często wzburzała beztroska ochroniarzy, problemy techniczne, niepożądane filmowanie lub nagrywanie koncertów oraz zachowanie części fanów, którzy rzucali różne przedmioty na scenę. Wykorzystywał również czas między poszczególnymi utworami na wypowiadanie swoich politycznych poglądów albo komentarze na temat krytyków muzycznych, celebrytów czy niewystarczająco entuzjastycznej publiczności.
2 lipca 1991, podczas koncertu w Saint Louis, gdy zespół wykonywał utwór „Rocket Queen”, Rose spostrzegł, że jeden z fanów nagrywa występ kamerą, dlatego najpierw poprosił ochronę, by usunęła sprzęt, po czym postanowił sam ją odebrać, więc wskoczył w tłum i zaczął szarpać się z fanem. Gdy został siłą odciągnięty, oświadczył, że wraca do domu, rzucił mikrofon na ziemię i zszedł ze sceny, co spowodowało zamieszki wśród publiczności, a część widzów odniosła rany. Zdarzenie zostało sfilmowane przez Roberta Johna, oficjalnego fotografa zespołu. Po koncercie Rose był poszukiwany przez policję za wzniecenie zamieszek, jednak nie udało się go zatrzymać przez prawie rok, ponieważ zespół kontynuował trasę za granicą. Wokaliście ostatecznie postawiono zarzuty o napaść i zniszczenie mienia, za co został ukarany dwoma latami nadzoru kuratorskiego i karą grzywny w wysokości 50 tys. dol. na cele społeczne. Frontman bronił się, twierdząc, że ochrona Guns N’ Roses czterokrotnie prosiła ochroniarzy obiektu o usunięcie kamery i wszystkie cztery prośby zostały zignorowane, ponadto członkowie zespołu zgłaszali, że rzucano w nich butelkami z widowni, a ochrona odmawiała odbierania ich widzom. Wydarzenia z tego koncertu znalazły odbicie w okładce albumu Use Your Illusion, gdzie w sekcji z podziękowaniami umieszczono ukryte przesłanie o treści: Pieprzyć cię, Saint Louis!.
7 listopada 1991, gdy incydent z Saint Louis niemal powtórzył się w Niemczech, Izzy Stradlin odszedł z zespołu, jako główne powody swojej decyzji podając zachowanie Rose’a, jego sposób zarządzania zespołem oraz trudności z zachowaniem abstynencji w towarzystwie Slasha, Soruma i McKagana. Jak tłumaczył: Odkąd rzuciłem narkotyki, nie mogłem przestać oglądać się za siebie i pytać, czy to już wszystko? Byłem po prostu tym zmęczony, potrzebowałem spokoju. Slash opowiadał o poszukiwaniu następcy Stradlina następująco: Gdy Izzy odszedł, nagle zdaliśmy sobie sprawę, że albo znajdziemy nowego gitarzystę w trzy tygodnie, albo będzie trzeba odwołać masę koncertów. Miałem kartkę papieru z listą ok. 30 kandydatów. Duff się rozglądał, Axl miał swoje pomysły, ale nikt nam nie odpowiadał. Przez moment wydawało się, że to będzie Dave Navarro, ale jakoś nie mógł tego dopiąć, więc nic z tego nie wyszło. Nowym członkiem Guns N’ Roses został Gilby Clarke, a Slash stwierdził, że gitarzysta uratował zespół przed rozpadem. Podczas kolejnych występów z trasy Rose przedstawiał Clarke’a publiczności, a Slash i Clarke zaczynali grać „Wild Horses” grupy The Rolling Stones. Pod koniec 1991 zespół powiększył swój skład koncertowy o kilku wokalistów wspierających (Diane Jones, Roberty Freeman, Tracy Amos) oraz sekcję waltornistów (Lisa Maxwell, Cece Worrall, Anne King). W kwietniu 1992 Clarke złamał nadgarstek w wypadku motocyklowym i został na kilka tygodni zastąpiony przez Stradlina.
W 1992 zespół wystąpił na The Freddie Mercury Tribute Concert. Z powodu homofobicznego przekazu piosenki „One in a Million” aktywiści organizacji ACT UP domagali się wycofania udziału Guns N’ Roses w koncercie, a gdy to im się nie udało, zaczęli namawiać pozostałych artystów i publiczność do bojkotowania występu Guns N’ Roses. Członkowie Queen wyrzucili aktywistów, uznając ich pomysły za niedorzeczne.
Zespół podczas koncertu zaprezentował utwory „Paradise City” i „Knockin’ on Heaven’s Door”, Slash wykonał również „Tie Your Mother Down” wspólnie z członkami Queen i Joe Elliottem, a Rose zaśpiewał „We Will Rock You” oraz – w duecie z Eltonem Johnem – „Bohemian Rhapsody”.
Nieco później Guns N’ Roses wybrał się na wspólną trasę koncertową z Metallicą, na której supportowały ich zespoły: Faith No More, Motörhead i Body Count. Podczas występu w Montrealu frontman Metalliki, James Hetfield, doznał dotkliwych poparzeń dłoni i twarzy podczas wypadku z fajerwerkami na scenie, przez co Metallica była zmuszona przerwać swój występ. Po długiej przerwie, gdy widownia zaczęła robić się niespokojna, Guns N’ Roses wkroczył na scenę, jednak na skutek niewystarczającego czasu na przygotowanie sprzętu, członkowie zespołu nie słyszeli się nawzajem, dodatkowo Rose skarżył się na problemy z gardłem, dlatego zespół opuścił scenę przed czasem. Spowodowało to zamieszki na widowni, w których 10 fanów i trzech funkcjonariuszy policji odniosło rany, a kilka osób zostało aresztowanych. Incydent z pirotechniką i bójka są widoczne w filmie dokumentalnym A Year and a Half in the Life of Metallica. W jednej części dokumentu Hetfield żartuje z Rose’a oraz czyta jego osobisty wykaz rzeczy, których wokalista Guns N’ Roses domagał się od organizatorów trasy. Rose w odwecie nazwał Hetfielda rasistą za jego decyzję o usunięciu Body Count z programu trasy, obrzucał też jego i pozostałych członków zespołu wyzwiskami. Na łamach serialu dokumentalnego Behind the Music, w odcinku poświęconym Metallice, Lars Ulrich stwierdził, że nie można było odnieść się do Axla i jego zachowania. Pozostali członkowie zespołu, a także sam Rose przyznali, że oba zespoły nigdy nie pasowały do siebie.
W grudniu 1992 wydali kasetę koncertową pt. Use Your Illusion World Tour 1992 in Tokyo zarejestrowaną kilka miesięcy wcześniej na koncercie w Tokio. Wydawnictwo dotarło na szczyty list przebojów w USA, Wielkiej Brytanii i kilkunastu innych krajach na świecie. W 1993 ukazały się kolejne dwie kasety: Don’t Cry – Makin’ Fucking Videos Part I i November Rain – Makin’ Fucking Videos Part II. Trasa zakończyła się w Buenos Aires 17 lipca 1993. Był to jednocześnie ostatni występ zespołu na żywo z udziałem Soruma i Clarke’a, a także ostatni raz (do 2016), kiedy Rose i Slash grali razem.

#### The Spaghetti Incident?
23 listopada 1993 zespół wydał The Spaghetti Incident?, zbiór coverów punk rockowych i glam rockowych zespołów. Wiele utworów powstało podczas sesji Use Your Illusion, które w pierwotnych zamierzeniach miały zakończyć się stworzeniem trzech lub czterech albumów. Były również plany wydania tych coverów w formie minialbumu, ostatecznie jednak zdecydowano się na nagranie kilku dodatkowych utworów i wydanie pełnego albumu. Na albumie zamieszczono również ukryty utwór – cover „Look at Your Game, Girl” Charlesa Mansona. Fakt ten utrzymywano w tajemnicy przed premierą albumu; kopie wysłane do recenzentów nie zawierały ukrytego utworu. Obecność tego utworu na albumie spowodowała liczne kontrowersje w środowiskach stróżów prawa i obrońców praw ofiar przestępstw. Rose twierdził, że zespół bagatelizował znaczenie tego utworu i dlatego nie wymieniono go na okładce. Zespół rozważał usunięcie go z późniejszych wydań albumu, a David Geffen oświadczył w wywiadzie, że jego zdaniem Axl Rose nie zdawał sobie sprawy, że pomysł umieszczenia coveru na albumie spotka się z takimi reakcjami. Slash stwierdził, że utwór był tylko niewinnym, czarnym humorem z naszej strony. Rose powiedział, że zamierza przeznaczyć dochody z tego tytułu na jakąś organizację działającą na rzecz środowiska, a z kolei Slash oświadczył, że zespół zamierzał usunąć utwór, dopóki nie dowiedział się, że tantiemy za ten utwór trafią do syna Wojciecha Frykowskiego, jednej z ofiar Mansona. Wytwórnia Geffen Records wydała oświadczenie, że udział z zysków będzie przekazany na rzecz organizacji Doris Tate (matki Sharon Tate), zajmującej się prawami ofiar przestępstw. Po latach Rose zapowiedział, że piosenka będzie usunięta z przyszłych wydań albumu oraz że krytycy i media źle zinterpretowali jego zainteresowanie Mansonem.
Album zadebiutował na czwartym miejscu listy Billboard 200 i w ciągu pierwszego tygodnia sprzedał się w liczbie 190 tys. egzemplarzy. Choć pokrył się platyną, zebrał jednak głównie chłodne recenzje, a krytyki często punktują zamieszczenie „Look at Your Game, Girl” na płycie, uznając to za pomysł niesmaczny i obliczony na wywołanie kontrowersji. Album promowany był przez singiel „Since I Don’t Have You”, cover piosenki zespołu The Skyliners.

### 1994–1999: Odejścia i spadek aktywności
Z wywiadów z członkami zespołu wynika, że w latach 1994–1996 zaczynano sporadycznie tworzyć i nagrywać nowy materiał. Slash twierdził, że większość nowych kompozycji to dzieła Rose’a, ten z kolei utrzymywał (w otwartym liście opublikowanym na oficjalnej stronie Guns N’ Roses w 2008), że był to „przede wszystkim album Slasha”, a jemu samemu pozwolono na bardzo niewiele. Matt Sorum w 1996 powiedział, że zespół nagrał siedem utworów, kolejnych siedem było niedokończonych, a nowy album miał docelowo składać się z 10–12 utworów i ukazać się wiosną 1997. Sorum wspomniał też, że debiutancki album Slash’s Snakepit, It’s Five O’Clock Somewhere, „mógł być albumem Guns N’ Roses, ale Axl uważał, że nie jest dość dobry”. W maju 1994 Gilby Clarke zadeklarował w wywiadzie, że nie będzie następnego albumu Guns N’ Roses, wyjaśniając: Zaczęliśmy nad nim pracować, ale trafił do śmietnika. Sorum opisał niewydany album jako „nie tak wyrafinowany, jak Illusion, ale nie taki dziki jak Appetite”. Duff McKagan miał stwierdzić, że materiał składał się z „szybkich, rockowych kawałków” i był „bez ballad”. W wywiadzie z 2002 Rose chwalił partie gitarowe Slasha, utrzymując, że była to najlepsza gra [w jego wykonaniu] co najmniej od Illusions”, oraz dodał, że materiał został skasowany z powodu braku współpracy między członkami zespołu. Z kolei w wywiadzie z 2012 wyjawił, że w latach 1990. nie pisał „przez lata” żadnej muzyki z powodu krytyki ze strony Slasha i McKagana oraz swojej byłej narzeczonej, Stephanie Seymour. Album It’s Five O’Clock Somewhere ostatecznie został wydany w lutym 1995 przez zespół Slash’s Snakepit.
W styczniu 1994 Rose wprowadził Eltona Johna do Rock and Roll Hall of Fame, a następnie on i Bruce Springsteen wykonali w duecie cover Beatlesów, „Come Together”. Był to ostatni publiczny występ Rose’a przez najbliższych sześć lat. W tym samym roku wszyscy ówcześni członkowie zespołu wzięli udział w nagrywaniu debiutanckiego solowego albumu Clarke’a pt. Pawnshop Guitars. Rose wstrzymał za to wydanie biografii Guns N’ Roses, która miała ukazać się w czerwcu 1995 pt. Shattered Illusions.
W grudniu 1994 Guns N’ Roses wydał jako singel cover grupy Rolling Stones, „Sympathy for the Devil”. Magazyn Entertainment Weekly uznał cover za odtworzenie „nuta w nutę” oryginału, co miało świadczyć o tym, że Guns N’ Roses jest już „zbankrutowany”. Był to ostatni utwór z udziałem Slasha, McKagana i Soruma. Utwór został też wykorzystany w filmach Wywiad z wampirem i W sieci zła. W nagrywaniu piosenki wziął udział przyjaciel Rose’a z dzieciństwa (i z zespołu Hollywood Rose), Paul Tobias, który zagrał na gitarze rytmicznej. Współpraca z Tobiasem spowodowała spięcia Rose’a ze Slashem, między którymi miały wystąpić „różnice personalne i twórcze” – Slashowi nie podobał się fakt, iż Rose chciał nagrywać utwory w stylu postgrunge. Jednocześnie kontrakt Clarke’a nie został odnowiony i w marcu 1994 nie był już członkiem zespołu. Slash ujawnił w swojej autobiografii, że Rose wyrzucił gitarzystę, nie konsultując tej decyzji z nikim i twierdząc, że był on tylko „najemnym pomocnikiem”. Clarke nie wziął udziału w nagrywaniu „Sympathy for the Devil” i później utrzymywał, że już wtedy domyślał się, że jego czas w zespole się kończy, zwłaszcza że nagle przestał otrzymywać regularną pensję. Wspomniał też, że Rose powiadomił go oficjalnie o zakończeniu współpracy dopiero tuż przed ostatnim wspólnym koncertem. Później Clarke pozwał zespół za wykorzystanie przypominającej go postaci w pinballu Guns N’ Roses.
W 1996 Rose, Slash, McKagan i Izzy Stradlin wystąpili gościnnie na debiutanckim albumie zespołu The Outpatience pt. Anxious Disease (zespół ten został założony przez Westa Arkeena, który wcześniej współpracował z Guns N’ Roses przy kilku utworach). Nagrywanie „Sympathy for the Devil” oraz inne spięcia między Rose’em a Slashem spowodowały odejście tego ostatniego z zespołu (oficjalnie w październiku 1996). Rose powiadomił o tym fakcie MTV za pomocą faksu, a Slash odpowiedział: Axl i ja od jakiegoś czasu nie potrafiliśmy stanąć oko w oko, jeśli chodzi o Guns N’ Roses. Próbowaliśmy współpracować, ale na tę chwilę nie jestem już w zespole. (…) Wizja Axla i jego wkład w Guns N’ Roses są kompletnie odmienne od moich. Ja po prostu lubię grać na gitarze, stworzyć dobry riff, wyjść na scenę i grać, nie obchodzi mnie wizerunek.
Slasha zastępował na koncertach od stycznia 1997 Robin Finck, który w sierpniu tego samego roku podpisał dwuletni kontrakt, stając się oficjalnym członkiem Guns 'N Roses. Polecił go rok wcześniej Matt Sorum, który sam opuścił zespół w kwietniu 1997 po kłótni z Rose’em na temat obrażania Slasha i dołączenia Tobiasa do składu. Sorum powiedział później, że Tobias był dla Guns N’ Roses tym, czym Yoko Ono dla The Beatles. McKagan zrezygnował w sierpniu 1997 i w ten sposób Rose pozostał ostatnim członkiem składu, w którym nagrano Appetite for Destruction. Basista tłumaczył swoją decyzję o odejściu tym, że niedawno został ojcem i potrzebował stabilności, a zespół od trzech lat nie zdołał ukończyć ani jednego nowego utworu. Miejsce McKagana w zespole zajął Tommy Stinson.
Rose od 1997 miał wykupić pełne prawa do posługiwania się nazwą Guns N’ Roses. Slash utrzymywał, że wokalista zmusił pozostałych członków do zrzeczenia się tych praw już w 1992 podczas trasy koncertowej, grożąc, że w przeciwnym razie nie wyjdzie na scenę. Rose zdecydowanie zaprzeczył jednak tej wersji. Kompletując nowy skład Guns N’ Roses, Rose przesłuchiwał muzyków, takich jak: Chris Vrenna, Zakk Wylde, Dave Abbruzzese, Michael Bland. W kwietniu 1997 Rolling Stone ogłosił, że zespół odtworzył się w następującym składzie: Rose, McKagan, Tobias, Finck i Vrenna. Ostatecznie do grupy dołączył Josh Freese jako perkusista (lato 1997), a pod koniec 1998 lista członków wyglądała następująco: Rose (wokal), Stinson (gitara basowa), Freese (perkusja), Finck (gitara prowadząca), Tobias (gitara rytmiczna), Reed (keyboard) oraz Chris Pitman (różne instrumenty).
W 1998 wytwórnia Geffen wydała skróconą wersję Use Your Illusion na pojedynczej płycie. W listopadzie 1999 ukazał się album koncertowy Guns N’ Roses pt. Live Era ’87–’93, jednak nie osiągnął on sukcesu komercyjnego, debiutując zaledwie na 45. miejscu amerykańskiej listy sprzedaży. Slash stwierdził, że był to jeden z najłatwiejszych projektów, nad którymi pracował, mimo że właściwie nie miał okazji zobaczyć się z Rose’em.

### 1999–2011:Chinese Democracy
Nowy album Guns N’ Roses miał powstawać już w 1994. W 1997 pojawiły się pogłoski, że z zespołem nagrywa Moby, a album będzie brzmiał zupełnie inaczej, niż dotychczasowe, z dużym wpływem muzyki elektronicznej. W maju 1997 w produkcję zaangażował się Mike Clink, który współpracował z zespołem przy wszystkich poprzednich albumach. W 1998 miejsce Moby’ego zajął Martin Glover. Postęp w nagrywaniu był znikomy i przez kolejne kilka miesięcy nie było ani jednego ukończonego utworu. W kwietniu 1998 nowym producentem płyty został Sean Beaven i od tamtej pory przez kolejne dziewięć miesięcy zespół nagrał większość z 30 stworzonych piosenek. W lipcu 1998 dziennikarz Neil Strauss napisał, że album „z wpływami muzyki elektronicznej”, nagrany w nowym składzie, ukazać się ma w 1999. Premierę płyty jednak przesunięto.
Nagrywanie albumu wciąż się przedłużało, a Rose przerywał wiele sesji w studiu. Rose wraz z ówczesnym składem nagrał ponownie album Appetite for Destruction. Wytwórnia Interscope Records nie zgodziła się jednak na wydanie tej płyty. Mimo to nowa wersja „Sweet Child O’ Mine”, zarejestrowana przez zespół, trafiła na ścieżkę dźwiękową do filmu Supertata (1999). Na temat nowego albumu wypowiedział się również menedżer zespołu, Doug Goldstein, który stwierdził, że zespół prawie skończył nagrywanie utworów, a album ma ukazać się w 2000. W międzyczasie (w sierpniu 1999) Robin Finck tymczasowo wycofał się z przedsięwzięcia, by wesprzeć swój poprzedni zespół, Nine Inch Nails, podczas trasy koncertowej. W listopadzie 1999 premierę miał singiel „Oh My God”, napisany na potrzeby filmu I stanie się koniec. Partie gitarowe do piosenki zostały nagrane jeszcze przez Robina Fincka, jednak Rose usunął je, a nowe ścieżki nagrali Dave Navarro i Gary Sunshine. Rose stwierdził, że byli członkowie zespołu, Duff McKagan i Matt Sorum, nie dostrzegli potencjału w tym utworze i nie wykazali chęci uczestniczenia w nagrywaniu go.
W marcu 2000 nowym gitarzystą Guns N’ Roses został Buckethead. W tym samym miesiącu nastąpiła zmiana na stanowisku perkusisty – po rezygnacji Josha Freese’a w zespole pojawił się Bryan Mantia, którego Rose znał z dzieciństwa i pracował z nim w kilku zespołach, w tym Praxis. W tym okresie ze współpracy z Guns N’ Roses zrezygnował producent Sean Beavan. Podczas wywiadu dla Rolling Stone w lutym 2000 Rose zagrał kilka utworów z nowego albumu w obecności reporterów, tj. „Chinese Democracy”, „Catcher in the Rye”, „I.R.S.”, „The Blues”, „There Was a Time” i „Oklahoma”. Rolling Stone określił album jako Physical Graffiti grupy Led Zeppelin, zremiksowany przez Becka i Trenta Reznora. W tym okresie zespół przez pewien czas współpracował nad płytą również z Brianem Mayem i Royem Thomasem Bakerem, byłym producentem Queen. Baker przekonał Rose’a do ponownego nagrania niemal już ukończonego albumu, co opóźniło jeszcze bardziej jego premierę. Pod koniec 2000 do gry w Guns N’ Roses powrócił Robin Finck, a współpracę z zespołem zakończył Roy Thomas Baker.
Osiem lat od ostatniego występu publicznego, zespół wystąpił 31 grudnia 2000 podczas noworocznego koncertu w klubie „House Of Blues” w Las Vegas, gdzie zaprezentował swoje największe przeboje, a także premierowe piosenki: „The Blues”, „Oklahoma”, „Chinese Democracy”, Madagascar” i „Silk Worms”. Dwa tygodnie później muzycy zagrali na festiwalu Rock in Rio w Rio de Janeiro. Latem 2001 mieli zagrać serię 14 koncertów w ramach letniej trasy po Europie, jednak na dwa tygodnie przed rozpoczęciem została ona przesunięta na grudzień (co tłumaczono problemami zdrowotnymi Bucketheada), ale i wtedy się nie odbyła, ponieważ została odwołana miesiąc wcześniej. Muzycy w ostatnich dniach roku dali jednak kolejne dwa występy w Las Vegas. Z powodu frustracji wywołanej koncertami Paul Tobias opuścił zespół w 2001, a jego miejsce zajął Richard Fortus. W czerwcu 2002 serwis Drudge Report poinformował, że Chinese Democracy ma się ukazać we wrześniu tego samego roku. W sierpniu 2002 zagrali kilka koncertów, m.in. na festiwalach: Summer Sonic Festival, Carling Festival i Pukkelpop, na których prezentowali swoje przeboje oraz piosenki z nowej płyty. 29 sierpnia na gali MTV Video Music Awards Guns N’ Roses zamknął wydarzenie niezapowiedzianym występem, wykonując „Welcome to the Jungle”, „Paradise City” i nowy utwór – „Madagascar”.
W listopadzie 2002 zespół wyruszył w pierwszą od 1993 trasę koncertową po Ameryce Północnej, gdzie promował Chinese Democracy. Wspierali ich CKY i Mix Master Mike. Pierwszy występ, w General Motors Place w Vancouver, został jednak odwołany, ponieważ Rose nie przybył na miejsce, co menedżerowie zespołu tłumaczyli problemami technicznymi samolotu. Wiadomość o anulowaniu koncertu doprowadziła do zamieszek. Trasa spotkała się ze zróżnicowanym powodzeniem; bilety na niektóre występy (szczególnie w dużych miastach, jak Nowy Jork) sprzedawały się w kilka minut, podczas gdy zainteresowanie innymi było niskie. Po tym, jak w Filadelfii odwołano kolejny występ (bo zespół nie stawił się na koncercie), a tłumy publiczności znów wszczęły rozruchy, dalsza część trasy została odwołana. Rose nie wyjaśnił przyczyn, dla których koncerty w Vancouver i Filadelfii się nie odbyły, tłumacząc później swoje milczenie komplikacjami prawnymi, a w 2012, w czasie kolejnego koncertu w Filadelfii, przeprosił za zajścia sprzed lat. Niedługo po odwołaniu trasy współpracę z zespołem zakończył Doug Goldstein.
Chcąc odzyskać choć część sumy wydanej na wciąż niewydany album Guns N’ Roses, wytwórnia Geffen w styczniu 2004 wydała składankę przebojów pt. Greatest Hits, jako że zespół nie zdołał nagrać żadnego nowego materiału od 10 lat. Kompilacja uzyskała status potrójnej platynowej płyty w Stanach Zjednoczonych, gdzie niedługo po premierze rozeszła się w nakładzie 1,8 mln egzemplarzy, a jej kolejne 3 mln sztuk sprzedano w innych krajach na świecie (m.in. w Wielkiej Brytanii, gdzie trafiła na pierwsze miejsce na liście bestsellerów). Składanka powstała bez wcześniejszego uzgodnienia z członkami zespołu, toteż Rose, Slash i McKagan pozwali wytwórnię do sądu, który jednak odrzucił ich wniosek. Nieco później muzycy próbowali, również bezskutecznie, zapobiec wydaniu The Roots of Guns N’ Roses, kompilacji utworów grupy Hollywood Rose. Zespół pozostawał bezczynny aż do maja 2004, kiedy miał zagrać na Rock in Rio Lisboa, ale do tego nie doszło, ponieważ Buckethead dwa miesiące wcześniej zrezygnował z działalności w Guns N’ Roses. Menedżer gitarzysty oświadczył, że powodem tej decyzji była niezdolność zespołu do ukończenia albumu albo rozpoczęcia trasy koncertowej. Rose skrytykował Bucketheada za przedwczesne opuszczenie zespołu, co – jego zdaniem – stawiało Guns N’ Roses w trudnej sytuacji, poza tym negatywnie ocenił ekscentryczny styl życia gitarzysty, problemy z porozumiewaniem się z nim i związane z tym trudności przy nagrywaniu i planowaniu koncertów.

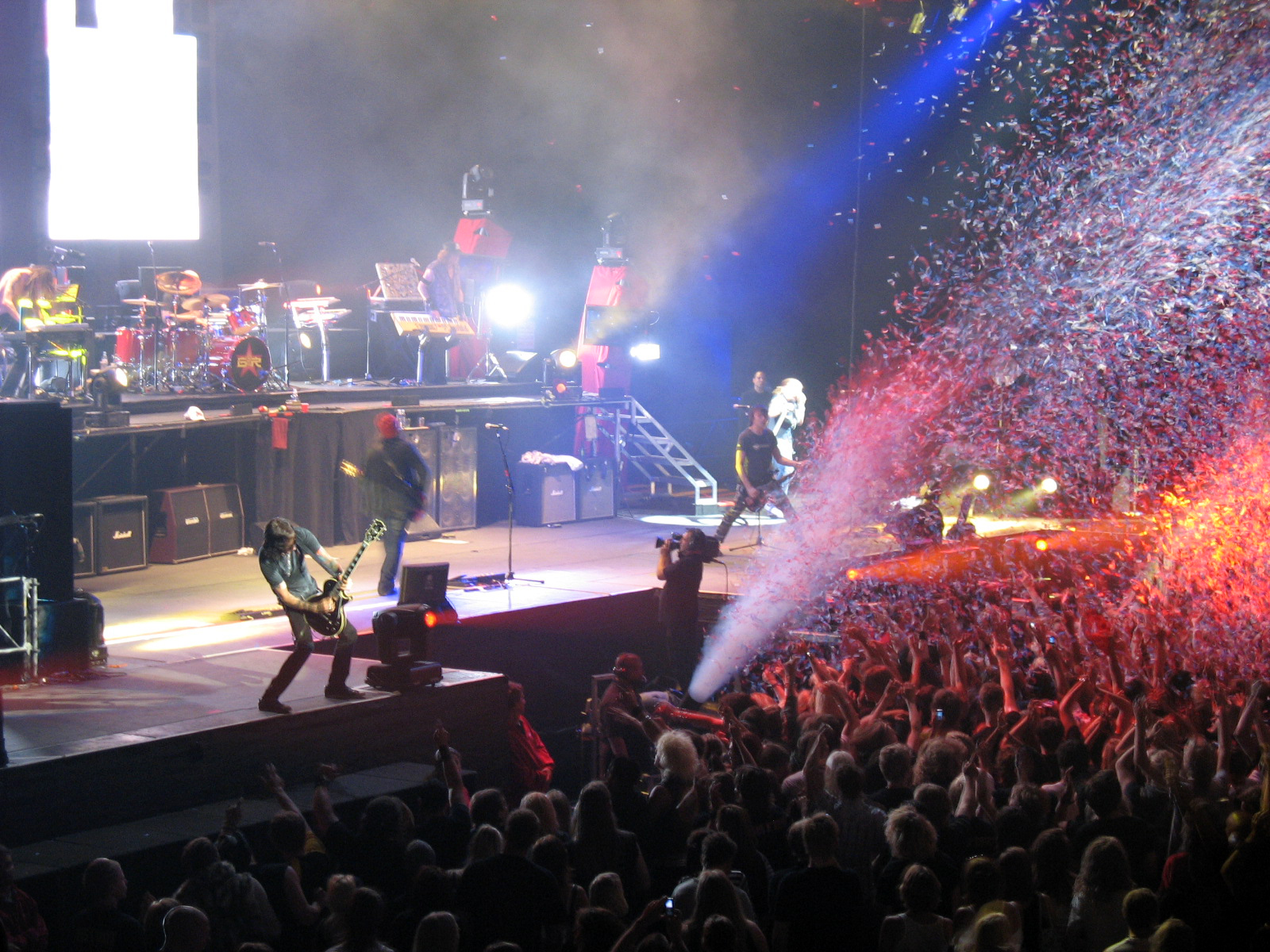
Guns N’ Roses podczas koncertu, 27 czerwca 2006

W 2005 wytwórnia Geffen usunęła Chinese Democracy ze swojej listy albumów planowanych do wydania i wycofała przeznaczone na niego fundusze, uzasadniając to znacznym przekroczeniem przez Rose’a budżetu. W tym samym czasie Merck Mercuriadis stwierdził, że album jest bliski ukończenia. Zgodnie z raportem The New York Times z 2005, Rose miał wydać do tego momentu 13 mln dol. na Chinese Democracy, co czyniłoby płytę najdroższym albumem rockowym, jaki kiedykolwiek wyprodukowano. Mercuriadis podważył jednak wiarygodność raportu, twierdząc, że źródła informacji, z których korzystała gazeta, „nie są związane z projektem od sześciu do dziewięciu lat”. We wrześniu 2005 Rose poinformował o wydaniu nowej płyty na początku następnego roku, do czego jednak nie doszło. W lutym 2006 po internecie zaczęły krążyć nielegalne kopie utworów „Better”, „The Blues”, „I.R.S.” i „There Was a Time”, udostępnione przez fanowską stronę Guns 'N Roses. Menedżerowie zespołu zażądali usunięcia wszystkich linków do plików MP3 i tekstów piosenek z wszelkich forów i innych serwisów internetowych. Pomimo to stacje radiowe wciąż emitowały „I.R.S.”, a utwór dotarł do 49. miejsca na liście Radio & Records Active Rock National Airplay.
W maju 2006 do zespołu, jako trzeci gitarzysta, dołączył Ron Thal. Jego pierwszy występ z Guns N’ Roses odbył się 12 maja 2006 w Nowym Jorku. Był to zarazem pierwszy koncert grupy od ponad trzech lat oraz jeden z pięciu, które do końca miesiąca dali w Nowym Jorku w ramach zapowiedzi nowej trasy; występy spotkały się z chłodnym przyjęciem krytyków i publiczności. Latem odbył europejską część trasy, m.in. na Download Festival w Castle Donington, gdzie zostali zwyzywani i zaatakowani przez publiczność, dlatego przerwali występ. Koncerty zostały chłodno przyjęte przez krytyków i nie odniosły spodziewanego sukcesu finansowego. Dotychczasowy perkusista, Bryan Mantia, doczekał się narodzin dziecka i w trakcie trasy odszedł z zespołu, by móc spędzić więcej czasu z rodziną; jego miejsce w Guns 'N Roses zajął Frank Ferrer. W ramach trasy zespół wystąpił w Polsce, występując 15 czerwca 2006 na stadionie Legii Warszawa. Dwa miesiące później Slash i McKagan pozwali Rose’a z powodu nowych wydawnictw zespołu i zamieszczonych na nich autorów piosenek, co prawnik Rose’a określił jako „błąd księgowy” podczas zmiany wydawcy (na Sanctuary Group). W następnym miesiącu zespół zagrał serię koncertów poprzedzającą półnoamerykańską trasę, wystąpił m.in. na Inland Invasion Festival w San Bernadino. Także i tym razem występy były chłodno odebrane przez krytyków; redakcja amerykańskiego portalu cinemablend.com koncert z Cleveland podsumował słowami: Artysta [Rose], który niegdyś był taką ikoną dla fanów hard rocka, przeistoczył się w autoparodie (…) Jego obecny zespół to pomyłka – muzycy przychodzą i odchodzą, czyniąc z niego co najwyżej solidny cover-band Guns N’ Roses. Jesienią utwór „Better” został użyty w internetowej reklamie firmy Harley-Davidson. Klawiszowiec Dizzy Reed oświadczył, że była to pomyłka – stworzono dwie wersje klipu reklamowego, jedna z „Paradise City”, a druga, eksperymentalna, z demonstracyjną wersją „Better”, wersje te były źle podpisane i właśnie ta druga została użyta jako podkład dźwiękowy reklamy (pomyłkę naprawiono następnego dnia). W październiku 2006 Rolling Stone zamieścił artykuł wyjawiający, że miksowaniem ostatecznej wersji albumu zajmie się Andy Wallace. W listopadzie 2006 koncerty w Portland zostały odwołane – zgodnie z oświadczeniem zespołu, winne były ograniczenia wprowadzone przez lokalne władze. W następnym miesiącu Rose opublikował otwarty list do fanów, w którym powiadomił ich o zwolnieniu Mercka Mercuriadisa ze stanowiska menedżera zespołu oraz oświadczył, że cztery ostatnie koncerty północnoamerykańskiej trasy się nie odbędą, ponieważ zespół chce skoncentrować się na postprodukcji Chinese Democracy. Rose podał też pierwszy oficjalny termin wydania albumu od czasu jego zapowiedzi, tj. 6 marca 2007.
23 lutego 2007 Del James ogłosił, że zakończyło się nagrywanie nowego albumu Guns N’ Roses, a grupa zajęła się jego miksowaniem, co oznaczało, że album nie będzie wydany w zapowiedzianym terminie, a data jego premiery znów była nieokreślona. Również w lutym do internetu nielegalnie trafiła oficjalna wersja „Better”, która zebrała pozytywne recenzje. W kwietniu zespół odwołał planowaną trasę koncertową z powodu kontuzji basisty Tommy’ego Stinsona. Latem zespół kontynuował trasę Chinese Democracy Tour, występując w Australii, Japonii i Meksyku. Utwory „Nice Boys” i „Don’t Cry” (ta ostatnia jako instrumentalne solo Tala) zostały odegrane po raz pierwszy od czasu Use Your Illusion Tour. Trasa zakończyła się w 20. rocznicę wydania albumu Appetite for Destruction w Osace. 28 lipca 2007 z okazji 20-lecia debiutanckiej płyty Guns N’ Roses byli członkowie zespołu, Steven Adler, Tracii Guns, Izzy Stradlin i Duff McKagan, zagrali jednorazowy koncert, na którym obecny był również Slash.
W grudniu 2007 Sebastian Bach stwierdził, że Rose planuje wydać album przed świętami Bożego Narodzenia, jednak tak się nie stało. Na początku 2008 pojawiły się pogłoski, że album jest już gotowy, ale Rose i wytwórnia Geffen Records nie mogą porozumieć się w kwestiach marketingowych. Eddie Trunk potwierdził, że zespół zakończył pracę nad albumem, sugerując, że opóźnienie jest winą wytwórni. W styczniu 2008 menedżerka Rose’a, Beta Lebeis, oświadczyła, że trwają negocjacje między zespołem a wytwórnią, a sam album jest gotowy do wydania od świąt Bożego Narodzenia 2007. W marcu nowymi menedżerami zespołu zostali Irving Azoff i Andy Gould. W czerwcu w internecie nielegalnie pojawiło się kilkanaście utworów, które miały się znaleźć na Chinese Democracy, tj. „Chinese Democracy”, „The Blues”, „Madagascar”, „I.R.S”, „Better”, „Catcher in the Rye”, „Oh My God” i „There Was a Time”. Nagrania szybko zostały usunięte na żądanie wydawcy.
14 lipca 2008 Harmonix Music Systems oficjalnie ogłosił premierę nowego utworu z Chinese Democracy – „Shackler’s Revenge” został wykorzystany w grze Rock Band 2 (a w kwietniu 2009 cały album stał się dostępny w grze jako zawartość do pobrania). 10 października 2008 premierę miał utwór „If the World”, który został użyty w filmie Ridleya Scotta „W sieci kłamstw”. W sierpniu magazyny Rolling Stone i Billboard równocześnie poinformowały, że 25 listopada album ma się pojawić w sprzedaży wyłącznie w sieci Best Buy. Informacje te potwierdzono 22 października we wspólnym oświadczeniu przedstawicieli zespołu, Best Buy oraz Interscope Geffen A&M Records (z datą 23 listopada). Kilka dni przed premierą zespół umożliwił odsłuchanie całego albumu na ich profilu w serwisie Myspace – odtworzono go 3 mln razy, ustanawiając tym samym rekord platformy. Album Chinese Democracy został wydany 23 listopada 2008 w Europie i Australii, a dzień później w USA. Koszty produkcji wyniosły 14 mln dol., czyniąc go najdroższym albumem rockowym w historii muzyki. Zadebiutował na trzecim miejscu listy Billboard 200 i spotkał się głównie z pozytywnymi recenzjami, choć jego sprzedaż była poniżej oczekiwań.
Jeszcze przed wydaniem Chinese Democracy pojawiały się sygnały o istnieniu dodatkowego materiału, który mógłby stać się następnym albumem studyjnym. W wywiadzie udzielonym w 1999 stacji MTV Rose zdradził, że jego obecny zespół nagrał wystarczająco wiele utworów, by wydać podwójny album. Podczas nieoficjalnej rozmowy z Rolling Stone w lutym 2006 lider Guns N’ Roses powiedział, że dysponuje 32 jeszcze niedokończonymi piosenkami. W grudniu 2008 podał niektóre tytuły robocze na różnych forach internetowych: „Elvis Presley and the Monster of Soul” („Soul Monster”, wcześniej „Leave Me Alone”), „Atlas Shrugged”, „Seven”, „The General”, „Thyme”, „Ides of March”, „Berlin” (wcześniej „Oklahoma”), „Zodiac”, „Quick Song”, oraz „Down by the Ocean” (ten ostatni tytuł miał być napisany wspólnie z Izzym Stradlinem). Stwierdził również, że fragment „Soul Monster” przypomina twórczość Black Sabbath. Sebastian Bach z kolei wyjawił w wywiadzie z 2007, że „The General” ma ciężkie brzmienie i „krzyczący wokal” oraz że jest to sequel ballady „Estranged”. Bach utrzymywał również, że Chinese Democracy ma być pierwszą częścią trylogii nowych albumów, z której trzeci (jak miał mu powiedzieć Rose), jeszcze niezatytułowany, zaplanowano na 2012. Pierwotny plan z 2001 przewidywał nagranie dwuczęściowego albumu, wydanie Chinese Democracy (czyli pierwszej części), rok lub dwa przeznaczone na trasę koncertową, a następnie wydanie nagranej uprzednio drugiej części. Na temat ewentualnego nowego albumu wypowiadali się też byli oraz ówcześni członkowie zespołu. Bryan Mantia wspominał, że pracował nad klubowym remiksem utworu „Shackler’s Revenge”, a Axl Rose miał w planach wydanie albumu z remiksami z Chinese Democracy. Gitarzysta DJ Ashba mówił, że trwają dyskusje nad następnym albumem i zażartował, że przygotowanie go nie potrwa długo. 20 kwietnia 2011 Ashba udzielił wywiadu, w którym opowiedział, że zespół pracuje każdego dnia nad nowym materiałem. W innym wywiadzie Ashba stwierdził, że Rose ciągle pisze nowe utwory i ma już materiał nawet na trzy nowe albumy.

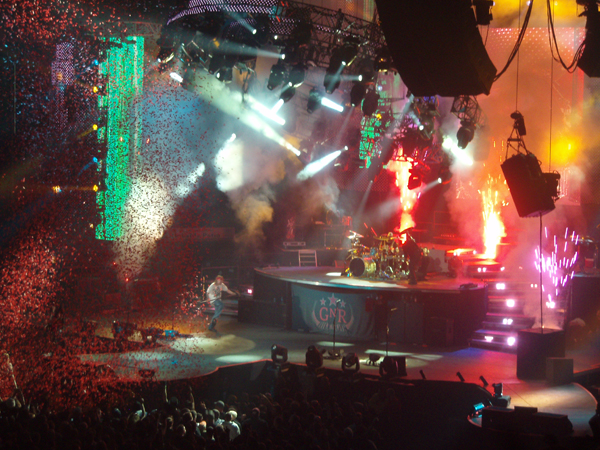
Guns N’ Roses podczas koncertu w Kanadzie, 24 stycznia 2010

6 lutego 2009 Rose w pierwszym od dziewięciu lat oficjalnym wywiadzie dla magazynu „Billboard” stwierdził, że nigdy nie zgodzi się na ponowną współpracę ze Slashem, za to jest otwarty na możliwość powrotu McKagana i Stradlina. W tym samym wywiadzie obwinił swoją wytwórnię za niską sprzedaż Chinese Democracy. W tym samym roku lider Guns N’ Roses wszedł w konflikt z menedżerem z wytwórni Geffen, Irvingiem Azoffem, który pozwał wokalistę do sądu, oskarżając go o niewypłacenie mu 2 mln dol. zysku z trasy koncertowej. Rose wytoczył menedżerowi osobny proces, utrzymując, że ten celowo doprowadził do słabej sprzedaży Chinese Democracy, by zmusić Guns N’ Roses do ponownego przyjęcia muzyków, którzy brali udział w nagrywaniu wcześniejszych albumów, za co domagał się od byłego menedżera odszkodowania w wysokości 5 mln dol. Proces zakończył się ugodą w 2011.
W marcu 2009 nowym gitarzystą Guns N’ Roses został DJ Ashba, zajmując miejsce Robina Fincka, który powrócił do grania w Nine Inch Nails. Pod koniec roku występem na Tajwanie zespół rozpoczął trasę koncertową promującą Chinese Democracy, którą odbyli w kilku miastach Chin, a następnie m.in. w Kanadzie, kilku krajach Ameryki Południowej i Europy oraz w Australii. W sierpniu 2010 wystąpili na festiwalu w Reading, jednak spóźnili się na koncert o godzinę, po czym show został przerwany o północy ze względu na wprowadzoną przez lokalne władze godzinę policyjną. Pomimo to zespół wykonał akustyczne wersje „Paradise City” i „Better”. Dwa dni później Guns N’ Roses wystąpił na zakończeniu festiwalu w Leeds, spóźniając się o pół godziny, przez co muzycy i tym razem musieli skrócić koncert. 1 września w Dublinie zespół wszedł na scenę ponad godzinę po czasie, a podczas wykonywania drugiego utworu („Welcome to the Jungle”) Rose przerwał koncert z powodu licznych butelek rzucanych na scenę i ostrzegł widownię, że w tej sytuacji zespół nie będzie mógł kontynuować występu, a gdy chwilę później ktoś rzucił kolejną butelkę, muzycy opuścili scenę i dopiero po 25 minutach kontynuowali koncert. 4 października 2010 na koncercie w Londynie po raz pierwszy od opuszczenia grupy z Guns N’ Roses zagrał Duff McKagan. Wspólnie wykonali „You Could Be Mine”, „Nice Boys”, „Knockin’ on Heaven’s Door” i „Patience”. Rose wyjaśnił publiczności, że przypadkiem spotkał byłego basistę zespołu w hotelu i spontanicznie zapadła decyzja o jego udziale w koncercie. McKagan wystąpił później jeszcze z zespołem na dwóch koncertach w Seattle w grudniu 2011, a dodatkowo jego własny zespół, Loaded, otwierał występy Guns N’ Roses.
2 października 2011 zespół wystąpił na Rock in Rio, a koncert wyróżnił się ulewnym deszczem oraz nieodpowiednim – zdaniem grupy – przygotowaniem festiwalu, ale też wykonaniem „Estranged” po raz pierwszy od 1993. Ron Thal stwierdził później, że ze względu na warunki panujące na festiwalu był to jego najgorszy koncert. Niedługo po udziale w festiwalu muzycy zagrali kilka koncertów w Ameryce Południowej i Meksyku, a pod koniec miesiąca rozpoczęli trasę koncertową po USA. Podczas występu w Nashville wykonali utwór „Civil War”, którego nie grali od ponad 18 lat na żywo. Na początku 2012 zespół ogłosił trasę koncertową pt. Up Close and Personal Tour, obejmującą występy w USA i Europie, w tym koncert w Polsce – 11 lipca na Stadionie Miejskim w Rybniku. Trasa znacząco różniła się ona od poprzedniej, zwłaszcza że amerykańska część odbywała się w małych klubach, a nie na arenach i stadionach, poza tym zrezygnowano też z fajerwerków. Jesienią muzycy zagrali dwa akustyczne koncerty podczas charytatywnego wydarzenia Bridge School Benefit, a następnie odbyli serię 12 występów w klubie „The Joint” w Las Vegas. W 2012 DJ Ashba wyjawił w wywiadzie, że napisał ok. 12 nowych utworów, które zarejestrował w formie dema, i zasugerował, że mogłyby stać się materiałem na następny album.

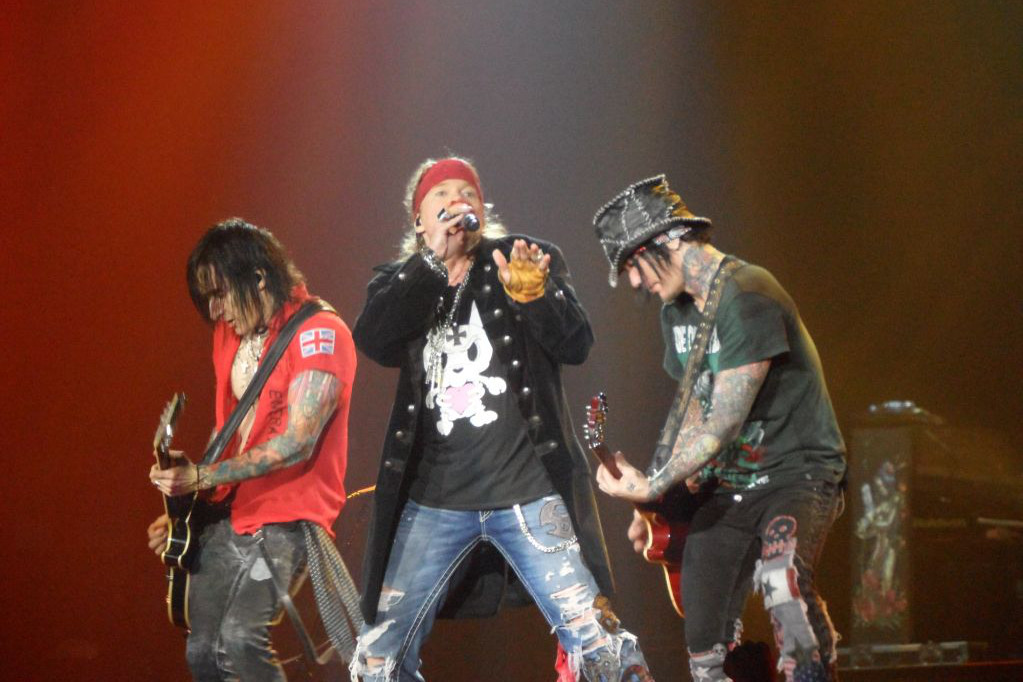
Guns N’ Roses podczas koncertu Nottingham, maj 2012

14 kwietnia 2012 byli członkowie Guns N’ Roses: Slash, Duff McKagan, Gilby Clarke, Steven Adler i Matt Sorum spotkali się w Cleveland na uroczystości wprowadzenia do Rock and Roll Hall of Fame, a ich nominację ogłoszono już pod koniec 2011. Muzycy wspólnie z grupą Alter Bridge wykonali gali kilka utworów: „Mr. Brownstone”, „Sweet Child O’ Mine” i „Paradise City”, a nieobecnego na uroczystości Rose’a zastąpił Myles Kennedy z zespołu Slasha. Rose już w grudniu 2011 zareagował na nominację, wydając oświadczenie, w którym odrzucił wyróżnienie oraz zaznaczył, że nie jest możliwa reaktywacja Guns N’ Roses w oryginalnym składzie. Kilka dni przed ceremonią Rose opublikował kolejny list otwarty (adresowany do fanów i do Rock and Roll Hall of Fame), w którym zapowiedział, że nie pojawi się na uroczystości, a już po ceremonii publicznie przeprosił miasto Cleveland i wyjaśnił powody swojej nieobecności – niejasne jego zdaniem kwestie finansowe związane z Rock and Roll Hall of Fame oraz kryteria wyboru wykonawców. Z kolei Slash stwierdził, że początkowo nikt z zaproszonych muzyków Guns N’ Roses nie chciał się tam pojawić, a w tym samym wywiadzie zapowiedział, że zespół już nigdy nie powróci w swoim pierwotnym składzie.

### 2012–2015:Up Close and Personal Tour
Richard Fortus w wywiadzie dla francuskiego serwisu internetowego Rock N’ Live w czerwcu 2012 wyjawił, że nie będzie więcej koncertów w ramach Up Close and Personal Tour, gdyż zespół pragnie skupić się na pracy w studiu, gdzie zamierza dokończyć kolejny album jeszcze przed końcem roku. W lipcu 2012 Izzy Stradlin dołączył do Guns N’ Roses, gdy zespół zagrał jako niespodzianka na weselu w Saint-Tropez. W tym samym miesiącu Guns N’ Roses koncertował w Izraelu po raz pierwszy od 1992. New Musical Express poinformował, że ochronie koncertu nakazano nie wpuszczać osób z wizerunkiem Slasha na koszulkach. 13 sierpnia zespół ogłosił, że zostanie rezydentem w The Joint w Las Vegas, obchodząc w ten sposób 25-lecie wydania swojego debiutanckiego albumu, Appetite for Destruction i jednocześnie czwartą rocznicę wydania Chinese Democracy pod hasłem Appetite for Democracy. Występ w Las Vegas z 21 października został zarejestrowany w 3D, a dopiero w 2014 był wyświetlany w teatrach, tuż przed wydaniem jako Appetite for Democracy 3D (1 lipca 2014).
W październiku 2012 Rose zapewnił, że stworzenie nowego albumu nie zajmie tyle czasu, co Chinese Democracy. Powiedział, że nagrano już wiele utworów i zespół musi wybrać najlepsze. W tym samym miesiącu zespół zagrał akustyczny koncert na corocznej charytatywnej akcji Bridge School Benefit, organizowanej przez Neila Younga. Występ został ostro skomentowany przez krytyków, co Rose tłumaczył anginą, która miała spowodować u niego problemy z głosem. W sierpniu 2013 w internecie pojawił się nielegalnie nowy utwór, „Going Down”. Nagranie wyróżniało się wokalem basisty Tommy’ego Stinsona, a Rose udzielał się jedynie w chórkach. Ron Thal potwierdził autentyczność tego nagrania. Na początku 2014 zespół udał się w trasę po Ameryce Południowej, grając m.in. w Brazylii, poza tym odwiedził także Portugalię. Podczas niektórych występów Duff McKagan zastępował Stinsona, który ze względu na wcześniejsze zobowiązania koncertował z grupą The Replacements. 24 kwietnia 2014 zespół (z McKaganem na gitarze basowej) wystąpił na ceremonii rozdania nagród Revolver Golden Gods, zorganizowanej przez magazyn Revolver, a Rose został uhonorowany nagrodą imienia Ronniego Jamesa Dio za całokształt twórczości. Po występie Fortus potwierdził wcześniejsze wypowiedzi dotyczące wydania nowego materiału w następnym roku.
Od 21 maja do 7 czerwca 2014 grupa ponownie przebywała w The Joint, tym razem posługując się sloganem No Trickery! An Evening of Destruction. W czerwcu 2014 Rose powiedział, że do momentu wydania Chinese Democracy nagrano wiele nowych utworów, nad częścią z nich pracowano również później, a ponadto zespół stworzył nowe kompozycje. Stwierdził również, że materiał ten będzie drugą połową Chinese, a ponadto chciałby wydać album złożony z remiksów utworów z Chinese Democracy. W lipcu Reed wspomniał, że nowy album jest bliski ukończenia i dotychczas powstałego materiału wystarczyłoby na dwa albumy.

### Od 2016: Powrót McKagana i Slasha oraz pierwsza dziewczyna w zespole

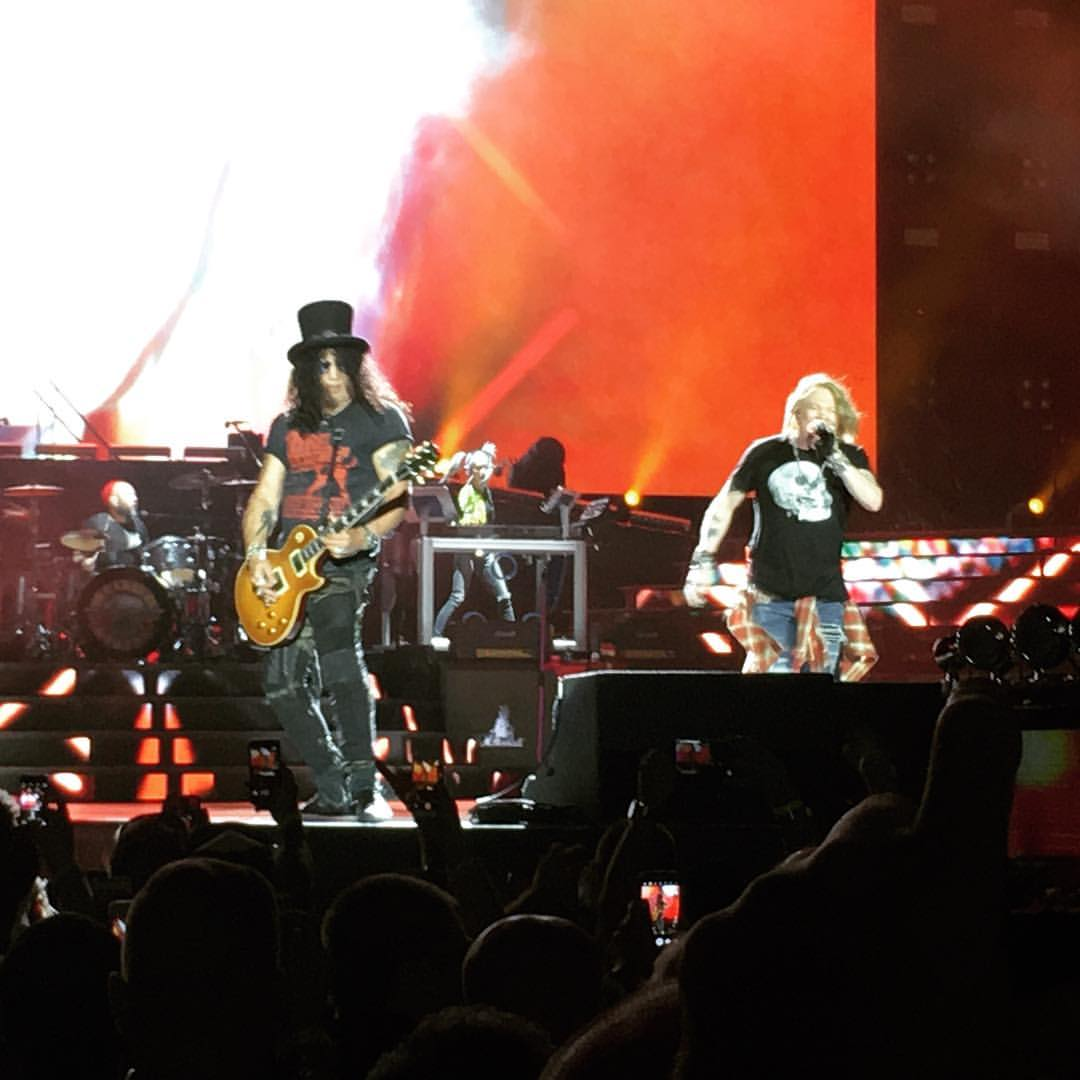
Axl Rose i Slash podczas koncertu, lipiec 2016

27 lipca 2015 DJ Ashba opuścił zespół, jako powód podając chęć skupienia się na obowiązkach rodzinnych i na zespole Sixx:A.M. Kilka dni później pojawiła się informacja, że Ron Thal również nie jest już członkiem Guns N’ Roses, chociaż nie ogłosił tego oficjalnie ani gitarzysta, ani zespół. Z powodów osobistych zrezygnował także Tommy Stinson, twierdząc, że nie jest w stanie dłużej brać udziału w trasach koncertowych.
29 grudnia 2015 „Billboard” ogłosił, że Slash zamierza ponownie dołączyć do zespołu z okazji Coachella Valley Music and Arts Festival w 2016. W następnym tygodniu wokalista miał pojawić się w programie Jimmy Kimmel Live! i rozmawiać o przyszłości grupy, ale występ ten został anulowany z powodu „nieprzewidzianych okoliczności”. 4 stycznia 2016 pojawiła się oficjalna zapowiedź udziału Guns N’ Roses w Coachelli, a KROQ-FM podała, że Slash i Duff McKagan wracają do zespołu. Pierwsze zaplanowane koncerty z obojgiem muzyków odbyły się 8 i 9 kwietnia 2016, jednak już na początku miesiąca zespół zagrał niezapowiedziany koncert w Los Angeles. Podczas tego występu Rose upadł i złamał nogę. Podczas późniejszych występów wokalista korzystał ze podwyższonego siedziska, którego wcześniej w podobnych okolicznościach używał Dave Grohl. 6 czerwca 2016 zespół po raz pierwszy od 1990 zagrał ze Stevenem Adlerem, który wykonał z nimi dwa utwory. Także w 2016 doszło do przełomu w historii grupy –  klawiszowcem i wokalistką wspierającą została Melissa Reese, pierwsza w historii kobieta w składzie Guns N’ Roses.

## Muzycy

### Obecny skład zespołu
- Axl Rose – wokal prowadzący, fortepian (od 1985)
- Duff McKagan – gitara basowa, wokal wspierający (1985–1997, 2014, od 2016)
- Slash – gitara prowadząca, wokal wspierający (1985–1996, od 2016)
- Dizzy Reed – instrumenty klawiszowe, wokal wspierający (od 1990)
- Richard Fortus – gitara rytmiczna (od 2002)
- Isaac Carpenter – perkusja, instrumenty perkusyjne (od 2025)
- Melissa Reese – instrumenty klawiszowe, wokal wspierający (od 2016)

### Byli członkowie
- Izzy Stradlin – gitara rytmiczna, wokal wspierający (1985–1991)
- Tracii Guns – gitara prowadząca (1985)
- Ole Beich – gitara basowa (1985)
- Rob Gardner – perkusja (1985)
- Steven Adler – perkusja, wokal wspierający (1985–1991)
- Matt Sorum – perkusja, instrumenty perkusyjne, wokal wspierający (1991–1997)
- Gilby Clarke – gitara rytmiczna, wokal wspierający (1991–1994)
- Paul Tobias – gitara rytmiczna, wokal wspierający (1994-2002)
- Robin Finck – gitara, instrumenty klawiszowe (1997–1999, 2000-2008)
- Josh Freese – perkusja, instrumenty perkusyjne (1998−1999)
- Buckethead – gitara prowadząca, gitara rytmiczna, gitara akustyczna (2000–2004)
- Bryan „Brain” Mantia – perkusja (2000–2006)
- Ron „Bumblefoot” Thal – gitara prowadząca, gitara rytmiczna (2006-2014)
- DJ Ashba – gitara prowadząca, gitara rytmiczna (2009-2015)
- Tommy Stinson – gitara basowa, wokal wspierający (1998-2016)
- Chris Pitman – instrumenty klawiszowe, wokal wspierający (1998-2016)

## Dyskografia
- Appetite for Destruction (1987)
- G N’ R Lies (1988)
- Use Your Illusion I (1991)
- Use Your Illusion II (1991)
- The Spaghetti Incident? (1993)
- Chinese Democracy (2008)